# Пам'ятник Степанові Бандері (Дрогобич)
Пам'ятник Степанові Бандері в Дрогобичі — монумент визначному українському політичному діячу, одиному з чільних ідеологів та теоретиків українського націоналістичного руху XX століття, голові Проводу ОУН-Б Степану Бандері. Урочисто відкритий 14 жовтня 2001 року.

## Розташування

Святкова гаївка біля пам'ятника Степану Бандері. Дитячий хор при церкві Успіння Пресвятої Богородиці. 17 квітня 2012 року

Пам'ятник встановлений в однойменному парку (колишня назва — парк Першого Травня) Дрогобича, між вулицями Тараса Шевченка, Остапа Нижанківського та Івана Франка. 

## З історії пам'ятника
Ідея встановити пам'ятник Степанові Бандері в Дрогобичі виникла ще у 1990 році. Натхненниками ідеї стали політичні організації СНУМ та УНДП, а також громадські активісти. На будівництво пам'ятника почали збирати пожертви. 
Над проектом пам'ятника почала працювати творча група митців, у складі скульптора, заслуженого діяча мистецтв України Любомира Яремчука, архітекторів: професора Василя Каменщика, Євгена Хомика, Миколи Яцюка.
14 жовтня 2001 року, на свято Покрови Пресвятої Богородиці, було урочисто відкрито пам'ятник символові боротьби за волю України, Провідникові та ідейному натхненникові українського націоналістичного руху XX століття Степанові Бандері. Пам'ятник освятив та благословив громаду владика УГКЦ Юліян Вороновський. На урочистому відкритті пам'ятника був присутній онук провідника Степан Бандера.

## Автори
Скульптор Любомир Яремчук (Львів), архітектори Василь Каменщик (Львів), Микола Яцюк та Євген Хомик (обидва з Дрогобича) .

## Опис пам'ятника
Повнофігурна статуя Степана Бандери, відлита з бронзи, встановлено на гранітному постаменті. Степан Бандера стоїть схрестивши руки на грудях. 

## Урочистості
На площі біля пам'ятника традиційно відбуваються урочистості присв'ячені Степанові Бандері та инші культурні заходи міста.